# Fujisawa
Fujisawa (Japans: 藤沢市, Fujisawa-shi) is een stad in de prefectuur Kanagawa in Japan. De oppervlakte van deze stad is 69,51 km² en begin 2010 heeft de stad bijna 408.000 inwoners.
De rivieren Sakai en Hikiji lopen van noord naar zuid door de stad om in de Sagamibaai uit te komen. Langs deze baai loopt een warme golfstroom die de stranden aangenaam maakt.

## Geschiedenis
Fujisawa werd al in het 14e-eeuwse historische epos Taiheiki vermeld. In de Edoperiode was het een halteplaats aan de Tōkaidō.
Op 1 oktober 1907 werd de gemeente Fujisawaotomi 藤沢大富町, Fujisawaōtomi-machi) bij de gemeente Fujisawaosaka (藤沢大坂町, Fujisawaōsaka-machi). Na annexatie van de dorpen Kugenuma (鵠沼村, Kugenuma-mura) en Meiji (明治村, Meiji-mura) op 1 april 1908 ontstond de gemeente Fujisawa (藤沢町, Fujisawa-machi).
Fujisawa werd op 1 oktober 1940 een stad (shi). Hierna volgden nog een aantal uitbreidingen:
- 1 juni 1941 met het dorp Muraoka (村岡村, Muraoka-mura),
- 10 maart 1942 met het dorp Mutsuai (六会村, Mutsuai-mura),
- 1 april 1947 met de gemeente Katase (片瀬町, Katase-machi),
- 5 april 1955 met een deel van het dorp Koide (小出村, Koide-mura), twee delen van de gemeente Shibuya (渋谷町, Shibuya-machi) en het dorp Goshomi (御所見村, Goshomi-mura).

Ondanks een inwoneraantal ruim boven de 200.000 heeft Fujisawa niet de status van speciale stad. De stad staat op de lijst van toekomstige kernsteden.
In 1964 was Fujisawa de locatie voor het zeilen op de Olympische Zomerspelen 1964.

## Verkeer
Fujisawa ligt aan de Tōkaidō-hoofdlijn van de Central Japan Railway Company, de Odakyū Enoshima-lijn van Odakyū Elektrische Spoorwegmaatschappij, de Izumino-lijn van Sagami Spoorwegen, de Enoden-lijn van Enoshima Elektrische Spoorweg, lijn 1 (blauwe lijn) van de Yokohama Metro en aan de Shōnan monorail.
Fujisawa ligt aan de Shin-shonan bypass, aan de nationale autoweg 1, 134 en 467 en aan de prefecturale wegen 22, 30, 32, 42, 43, 44, 45, 47, 302. 305, 306, 307, 308, 312, 403, 404 en 451.

## Economie
Fujisawa heeft een gemengde economie met een sterke industriële basis. Isuzu heeft een grote vrachtwagenfabriek bij Shonandai. In het oosten van de stad staat een fabriek van Kobe Staal. Sony heeft in Fijisawa het Shonan Technology Center.
De laatste jaren hebben een aantal bedrijven, waaronder IBM en Panasonic, fabrieken in Fujisawa gesloten in het kader van herstructurering van deze bedrijven.
Fujisawa promoot landbouw aan de rand van de stad waarbij de nadruk ligt op groenten, fruit, bloemen en veeteelt.
Fujisawa heeft grote winkelcentra (en vervult daarmee een regionale functie) en is ook een forensenstad voor Yokohama en Tokio.

## Bezienswaardigheden

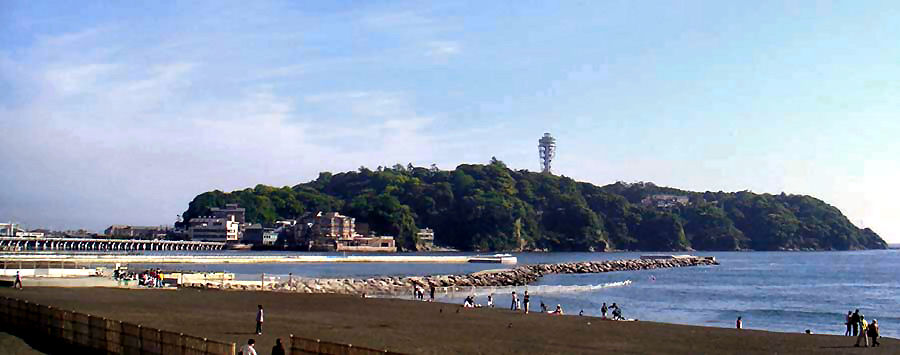
Enoshima

- Enoshima, een klein eiland met een omtrek van circa vier kilometer in de monding van de rivier Katase, verbonden met het vasteland via een 600 meter lange brug.
- Shirahata-jinja, gewijd aan Samukawahiko no Mikoto en Minamoto no Yoshitsune. Er zijn twee draagbare schrijnen, Yoshitsune en Benkei. Yoshitsune en Benkei waren belangrijke historische figuren aan het eind van de Heianperiode.
- Shojyoko-ji (Yugyo-ji), de hoofdtempel van de Ji-sekte van het Japanse boeddhisme.
- Kugenuma strand
- De ruïne van het Oba-kasteel

## Aangrenzende steden
- Ayase
- Chigasaki
- Kamakura
- Yamato
- Yokohama

## Stedenbanden
Fujisawa heeft een stedenband met:
- Miami Beach (Verenigde Staten), sinds 3 mei 1959
- Kunming (China), sinds 11 mei 1981
- Windsor (Canada), sinds 12 februari 1987
- Boryeong (Zuid-Korea), sinds 15 november 2002

## Geboren in Fujisawa
- Tsuneko Nakazato 23 December 1909 – 5 April 1987 (中里 恒子, Nakazato Tsuneko), pseudoniem van de schrijfster Nakazato Tsune
- Akira Hatano 10 oktober 1911 – 6 November 2002 (秦野章, Hatano Akira), politicus en voormalig minister van justitie
- Nagisa Oshima 31 maart 1932 (大島渚, Ōshima Nagisa) filmregisseur
- Motohisa Ikeda 20 december 1940 (池田 元久, Ikeda Motohisa), politicus van de LPD
- Ikuzo Sakurai 10 april 1944 – 10 februari, 2013 (桜井 郁三, Sakurai Ikuzō), politicus van de LPD
- Masahiko Kageyama 8 augustus 1963 (影山 正彦, Kageyama Masahiko) racer
- Hikaru Nishida 16 augustus, 1972 (西田ひかる, Nishida Hikaru), actrice en zangeres van J-pop
- Masahiro Nakai 18 augustus, 1972 (中居 正広, Nakai Masahiro), zanger, acteur en gastheer van televisieshows
- Saki Takaoka 3 december 1972 (高岡 早紀, Takaoka Saki), actrice
- Masahiko Kumagai 23 november 1975 (熊谷 雅彦, Kumagai Masahiko), voetballer
- Takahiro Mizushima 14 juni 1976 (水島 大宙, Mizushima Takahiro), stemacteur
- Kohei Suwama  23 November 1976 (諏訪間 幸平, Suwama Kohei) worstelaar
- Tomoaki Satoh  13 juni 1978 佐藤 友亮, Satō Tomoaki), honkbalspeler
- Rika Fujiwara 19 september 1981 (藤原 里華, Fujiwara Rika), tennisspeelster
- Tsubasa Imai 17 oktober 1981 (今井 翼 Imai Tsubasa) danser, acteur en zanger
- Go Soeda 5 september 1984 (添田 豪, Soeda Gō), tennisspeler
- Haruka Suenaga 22 juli 1986 (末永 遥, Suenaga Haruka) actrice
- Chihiro Kato 22 november 1988 (加藤 千尋, Kato Chihiro), volleybalspeelster
- Shuhei Takahashi 18 Januari 1994 (高橋周平, Takahashi Shuhei) honkbalspeler